# Theódór Friðriksson
Theódór Friðriksson (* 28. April 1876 in Flatey, Skjálfandi; † 8. April 1948 in Reykjavík) war ein isländischer Schriftsteller. Er veröffentlichte teilweise unter dem Pseudonym Valur.

## Leben
Theódór war der Sohn armer Bauern. Er hatte keine Schulbildung, las aber in seiner Jugend gerne. Mit 18 Jahren wurde er Haifischjäger in der Arktis, später arbeitete er als Fischer vor Island sowie als Kleinbauer. 1898 heiratete er Sigurlaug Jónasdóttir, mit der er mehrere Kinder hatte. Die Familie lebte in Húsavík und blieb arm.
Erst nach der Jahrhundertwende begann Theódór mit dem Schreiben. Seine erste Buchveröffentlichung war die 1908 erschienene Kurzgeschichtensammlung Utan frá sjó. Weitere Bücher mit Kurzprosa sowie einige Romane folgten. Theódór publizierte auch in Zeitschriften linker Parteien, die ihn schätzten, weil er sich gegen kapitalistische Ausbeutung wendete und weil er aus einfachsten Verhältnissen stammte. Außerdem verfasste er Hákarlalegur og hákarlamenn, ein in Memoirenform geschriebenes Buch über die Haifischjagd, das 1933 erschien, sowie seine 1941 in zwei Bänden veröffentlichte Autobiographie Í verum. 1944 erschien mit Ofan jarðar og neðan noch eine Fortsetzung, in der er sich mit der Besetzung Islands im Zweiten Weltkrieg beschäftigte.
Obwohl seine Werke schriftstellerisch nicht herausragend waren, sind sie wegen seiner authentischen Schilderungen des Lebens armer isländischer Fischer kulturhistorisch bedeutsam.

## Werke (Auswahl)
- Utan frá sjó (Kurzgeschichten, 1908)
- Útlagar (Roman, 1922)
- Líf og blóð (Roman, 1928)
- Hákarlalegur og hákarlamenn (Memoiren, 1933)
- Í verum (Autobiographie, 2 Bände, 1941)
- Ofan jarðar og neðan (Autobiographie, 1944)